# 派賴茨 (紐約州)
派賴茨（英語：Pyrites）是位於美國紐約州聖羅倫斯縣的非建制地區。

## 歷史
派賴茨的郵局自1894年營運至今。

## 地理
派賴茨所處的海拔為高於海平面153米（即502英呎），而該地所採用的時區為UTC-5，即北美东部时区（EST）。同時該地設有夏令時間，為UTC-5調快一小時，即UTC-4（EDT）。